# Quia Emptores
Quia Emptores es un estatuto aprobado en el reinado de Eduardo I de Inglaterra en 1290 que impedía a los inquilinos enajenar sus tierras a otros por subinfeudation, sino que obligaba a todos los inquilinos que deseaban alienar sus tierras, a hacerlo por sustitución. El estatuto, junto con su estatuto complementario de Quo Warranto, tenía por objeto remediar las disputas de propiedad de la tierra y las consiguientes dificultades financieras derivadas del declive del sistema feudal tradicional durante la Alta Edad Media.
El estatuto toma su nombre Quia Emptores de las dos primeras palabras del estatuto en su latín medieval original, y se puede traducir como «porque los compradores».
Al poner fin efectivamente a la práctica de la subinfeudación, Quia Emptores aceleró el fin del feudalismo en Inglaterra, que ya había estado en declive durante bastante tiempo. Las obligaciones feudales directas fueron reemplazadas cada vez más por rentas en efectivo y ventas directas de tierras que dieron lugar a la práctica de «librea y manutención» o feudalismo bastardo, la retención y el control por la nobleza de tierras, dinero, soldados y sirvientes a través de salarios directos, ventas de tierras y pagos de alquiler. Esto se convirtió más adelante en una de las causas subyacentes de la guerra de las Dos Rosas, las guerras civiles inglesas que libraron la Casa de York y la Casa de Lancaster para el control de la Corona inglesa de 1455 a 1485. A mediados del siglo XV, la nobleza más importante, en particular las Casas de York y Lancaster, pudieron reunir grandes propiedades, grandes sumas de dinero y grandes ejércitos privados en retenedores a través de Quia Emprende prácticas de gestión de tierras y ventas directas de tierras. Las dos casas nobles se hicieron así más poderosas que la Corona misma con las consiguientes guerras entre ellas por el control del reino.

## Antecedentes
Antes de la conquista normanda de Inglaterra en 1066, en la era anglosajona, la ley de sucesión de tierras era habitual. La tierra o «tierra de los antecesores», como se llamaba, se mantenía en un título alodial por el grupo, lo que significa que el grupo tenía la tierra. Probablemente fue de poca relevancia cuando el jefe titular del clan o familia moría. Las tierras tradicionales continuaron estando mantenidas en comunidad por el grupo. La naturaleza exacta del alodialismo tal como existía en la Inglaterra anglosajona ha sido debatida, pero no tuvo un final definitivo. Por un lado, se ha argumentado en el «sistema de marcas», que el alodialismo  sajón era un estado socialista-comunista y altamente idealista. Numa Denis Fustel de Coulangesen contrarrestó esta visión utópica en su ensayo «Los orígenes de la propiedad en la tierra» y Frederic William Maitland, que consideró que no concuerda con los documentos anglosajones existentes de la época prenormanda.
Después de la  conquista normanda, la regla se convirtió en herencia de primogenitura, es decir, el hijo superviviente de más edad se convirtió en el único heredero de la propiedad de los barones. La intención de la «herencia de primogenitura» era mantener grandes propiedades de la tierra en manos de relativamente pocos y confiables señores. Los otros hijos podrían ser acomodados al convertirse en señores del heredero sobreviviente. El mayor aceptaba a los hermanos menores «en homenaje» a cambio de su lealtad. Este fue un proceso llamado «subenfeudación». Incluso los plebeyos podrían «subenfeudar» a sus inferiores sociales. Grandes extensiones de tierra fueron entregadas a los señores por la Corona normanda. El título de tierra bajo el reinado del rey  Guillermo era una «tenencia de vida», lo que significa que la tierra volvería a la Corona a la muerte del señor. Estas tierras se subenfeudaron a los señores menores. Las tierras en Inglaterra eran de este patrón: grandes concesiones de tierras otorgadas a los grandes señores por la Corona. Estos las dividieron entre los hijos menores, que luego se subenfeudaron con señores menores y plebeyos. Estos a su vez las aceptaron «en homenaje»" a sus menores, que tenían incluso parcelas de tierra más pequeñas. Determinar a quién le debía qué incidentes feudales llenaron los expedientes judiciales durante generaciones. Con el paso del tiempo, los sobrevivientes de los grandes señores heredaron la tenencia de la tierra tras su muerte. El cambio normando en la herencia fue un reconocimiento de la capacidad de los propietarios de tierras, incluso el más bajo, el derecho de herencia. En el siglo XII, esta costumbre se extendió a los plebeyos. Se descubrió que al otorgar un interés por el paso de la tierra a sus hijos, los plebeyos tendían a la tierra con mayor economía. A los hijos de los inquilinos se les aseguró su herencia en la tierra. Esto también significó, como un sentido práctico, la tierra podría ser vendida o legada a la Iglesia. El antiguo método de los normandos fue una concesión a la Iglesia en «frankalmoin» y los destinatarios de estas tierras estaban obligados por derecho ante Dios a hacer oración, oraciones, misas, y otros servicios divinos, por las almas de su otorgante.

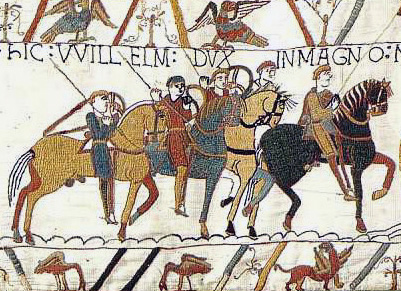
Los normandos ordenaron la herencia de primogenitura

En ley inglesa después de la conquista, el señor seguía siendo un otorgante después de la concesión de un estado en «plena propiedad». No había tierra en Inglaterra sin su señor: Nulle terre sans seigneur era la máxima feudal. Estas subvenciones estaban sujetas a subenfeudación. Los incidentes principales de un señorío eran un «juramento de lealtad», una «renuncia o renta principal», un «alivio de la renta de un año», y el derecho de reversión de la propiedad al estado. A cambio, por estos privilegios, el señor podía perder sus derechos si se olvidaba de proteger y defender al inquilino o si hacía algo perjudicial para la relación feudal.
La palabra «honorario» está asociada con el sistema feudal normando y está en contradicción con el  sistema alodial anglosajón.
En el momento de la conquista, Guillermo I de Inglaterra otorgó feudos a sus señores en la forma de un beneficio continental o feudal que aseguró poco más allá de una tenencia de por vida. Las cartas inglesas tuvieron cuidado de evitar decir que el donatario debía tomar la propiedad de por vida, o si el heredero tenía algún derecho. En este momento, hay abundantes pruebas de que los señores se negaron a reintegrar los términos a los herederos del inquilino fallecido; la frase de escritura «para [A] y sus herederos y asignatarios» es el producto de los esfuerzos de los compradores para preservar tales derechos en nombre de aquellos que podrían heredar o comprar la tierra de ellos. La práctica de exigir un pago monetario por la restitución del arrendamiento a los herederos rápidamente se convirtió en la norma.
En 1100, la Carta de las libertades de Enrique I de Inglaterra contenía la siguiente cláusula:

Si alguno de mis condes, barones u otros inquilinos en jefe muere, su heredero no redimirá su tierra como lo hizo en tiempos de mi hermano (es decir, Guillermo II de Inglaterra), sino que la aceptará con un justo y legítimo alivio. Los hombres de mis barones tomarán (relevabunt) las tierras de sus señores con un alivio justo y legal.

Posteriormente, el alivio se estableció a una tarifa por precio en la Carta Magna. En la época de Bracton, era ley establecida que la palabra «tasa» connotaba heredabilidad y el máximo de propiedad legal.

### Carta Magna y la Gran Carta de 1217
La Carta Magna de 1215 mencionaba muy poco los derechos de la alienación. Contenía 60 capítulos y representaba la forma extrema de las demandas de barones. Juan I de Inglaterra logró recibir una  bula del papa Inocencio III anulando la Carta Magna. La Carta Magna fue una ley efectiva durante aproximadamente nueve semanas. El rey Juan murió poco después de esto, en 1216. El concilio que gobernó en nombre del niño Enrique III de Inglaterra volvió a emitir la carta en 1216, esta vez con el consentimiento papal. Fue muy modificada a favor de la Corona. La tercera Carta Magna de 1217 es el primer documento de tipo legislativo que menciona expresamente cualquier restricción de la alienación a favor del señor. Dice: «De ahora en adelante, ningún hombre libre dará o venderá tanta de su tierra como para que, a partir del residuo, no le haga lo suficiente al señor de la tarifa, el servicio que corresponde a esa tarifa».
Durante la regla minoritaria de  Enrique III, se determinó que la Corona no debía limitarse, de ahí los compromisos vistos en las Cartas de 1216 y 1217. En 1225 Enrique III alcanzó la mayoría de edad y se emitió una cuarta Carta Magna, que variaba ligeramente de la tercera Carta. [6] La Carta trata de la ley de la tierra en los capítulos 7, 32 y 36. Los derechos de las viudas estaban protegidos y los terratenientes tenían prohibido enajenar gran parte de sus tierras que el señor de la tarifa sufrió en detrimento. Los obsequios conspirativos a la Iglesia (que con frecuencia se hicieron para evadir el servicio feudal) estaban prohibidos. Coke interpreta esto como si su único efecto fuera hacer que el donante excesivo anulara el regalo excesivo del heredero del donante. Ciertamente no podría ser anulado por el señor del donante. Esta opinión fue reiterada por Bracton.

### Alienación por siervos y campesinos
El uso de la tierra por los arrendatarios (siervos y campesinos) fue más difícil. Algunas familias se quedaron en la tierra por generaciones. Cuando el jefe nominal de la familia moría, generalmente tenía poca importancia para el señor o los dueños del título de la tierra. La práctica de «socage» por la cual los campesinos prometían un pago (ya sea en bienes agrícolas o dinero) por el privilegio de habitar y cultivar la tierra se convirtió en la práctica estándar. Después del pago, el campesino fue considerado «soked», es decir, pagado en su totalidad.
Se descubrió que las tierras agrícolas serían mejor atendidas económicamente si a los campesinos se les garantizaba la herencia de la tierra a sus descendientes. Este «derecho a heredar» fue seguido rápidamente por el «derecho a la enajenación», es decir, el derecho a vender la herencia a un tercero.
Las disputas surgieron cuando un miembro de la familia quería dejar la tierra heredada a la Iglesia o quería venderla a un tercero. Las preguntas sobre los derechos del señor y los otros miembros de la familia se escucharon con frecuencia en los tribunales antes de Quia Emptores. En general, se sostuvo que un donante debería pagar a las otras partes que tenían interés en brindarles alivio. Sin embargo, los resultados fueron caóticos y las decisiones de varios tribunales fueron un mosaico, y hubo poca determinación fija de jurisdicción a jurisdicción. Esta dificultad se ilustra en las declaraciones hechas por Ranulf de Glanvill (muerto en 1190), el «Chief Justiciar» de Enrique II:

Cada hombre libre, por lo tanto, que posee tierras puede ceder cierta parte en el matrimonio con su hija o cualquier otra mujer, tenga o no un heredero, y si el heredero está o no dispuesto, e incluso contra la oposición y el reclamo de dicho heredero. . Cada hombre, además, puede dar una cierta parte de su vivienda libre a quien quiera como recompensa a su servicio, o en caridad a un lugar religioso, de tal manera que si seisinha seguido el regalo que permanecerá perpetuamente para el donatario y sus herederos si fue otorgado por derecho hereditario. Pero si el seguimiento no siguió al regalo, no puede mantenerse después de la muerte del donante en contra de la voluntad del heredero, ya que debe interpretarse en lugar de ser una verdadera promesa de un regalo. Por lo general, es lícito que un hombre entregue durante su vida una parte razonable de su tierra a quien quiera, según su fantasía, pero esto no se aplica a los regalos del lecho de muerte, porque el donante podría entonces (si se permitieran tales obsequios). hacer una distribución imprevisible de su patrimonio como resultado de una pasión repentina o un motivo fallido, como sucede con frecuencia. Sin embargo, un regalo hecho a cualquier persona en un último testamento puede ser sostenido si fue hecho con el consentimiento del heredero y confirmado por él.

Se ha comentado que esto ilustra un deseo en el tiempo de Glanvill de formalizar las prácticas del día, en las que alguien que tiene un inquilinato podría disponer de su tierra antes de morir. Si bien se abordaron varios problemas (tierras entregadas en matrimonio, tierras entregadas por capricho, o en un lecho de muerte), las reglas seguían siendo vagas en comparación con casos similares en la Francia contemporánea. En este último, han surgido reglas estrictas que definen cantidades exactas que podrían asignarse en situaciones tales como «enajenación de un tercio», o «enajenación de la mitad» de un patrimonio o conquista. Glanvill es impreciso y utiliza términos como «una cantidad razonable» y «una determinada parte».
La cuestión de la alienación de serjeanty, forma de tenencia a cambio de algún servicio no estándar especificado, había sido resuelta mucho antes de Quia Emptores. En 1198 los jueces itinerantes fueron dirigidos a hacer una investigación sobre la naturaleza de los sergeanties del Rey. Esto se  repitió en 1205 por el rey Juan, que ordenó la toma de todos los sergeanties de Lancaster, los thegnages y los dregnages que habían sido alienados desde la época del rey  Enrique II. Estos no pueden ser alienados sin una licencia real. La Carta de 1217 reafirmó esta doctrina. Enrique III de Inglaterra emitió una ordenanza importante en 1256. En ella, el rey afirmó que era una invasión intolerable de los derechos reales que los hombres, sin su consentimiento especial, ingresaran por compra o de otro modo, las baronías y honorarios que le correspondían a él en jefe. Cualquier persona que desafió el decreto fue objeto de confiscación por los alguaciles. Más tarde, la jurisprudencia indicaba que los juristas seguían siendo en gran parte ignorantes de este decreto, lo que sugiere que la Corona era reacia a aplicarlo.
Se convirtió en una práctica común para subenfeudar a los hijos menores. Hay casos de la época, en los que se concedió un mandato de la corte que exigía que el hijo mayor y heredero se viera obligado a «aceptar en homenaje» a los hijos menores como una forma de imponer su subenfeudación. Como no había habido una encuesta de títulos de propiedad desde el Libro Domesday más de 200 años antes, el título absoluto de propiedad de la tierra se había visto seriamente oscurecido en muchos casos y con frecuencia estaba en disputa. Toda la estructura feudal era un mosaico de propietarios más pequeños. Aunque la historia de los grandes terratenientes está bastante bien registrada, la naturaleza de los pequeños terratenientes ha sido difícil de reconstruir.
Se había establecido alguna dirección hacia el orden en la Carta Magna, las Disposiciones de Oxford y en la escasa legislación de  Simón de Montfort.  Eduardo I comenzó a racionalizar y modernizar la ley durante su reinado de treinta y cinco años. El primer período, desde 1272 hasta 1290, consistió en la promulgación del Estatuto de Westminster en 1275 y el Estatuto de Gloucester en 1278, y la incorporación del País de Gales recientemente conquistado en el reino. Estos fueron seguidos por el estatuto Quo Warranto y el Estatuto de Mortmain (1279). El último fue diseñado para detener la creciente cantidad de tierras que terminaban en manos de la Iglesia. El Estatuto de Westminster de 1285 contenía la cláusula De Donis Conditionalibus que dio forma al sistema de propiedades. El Estatuto de Winchester fue aprobado en 1285. Esto fue seguido por Quia Emptores (1290), que tenía solo unas 500 palabras de longitud.

### Alienación anterior aQuia Emptores

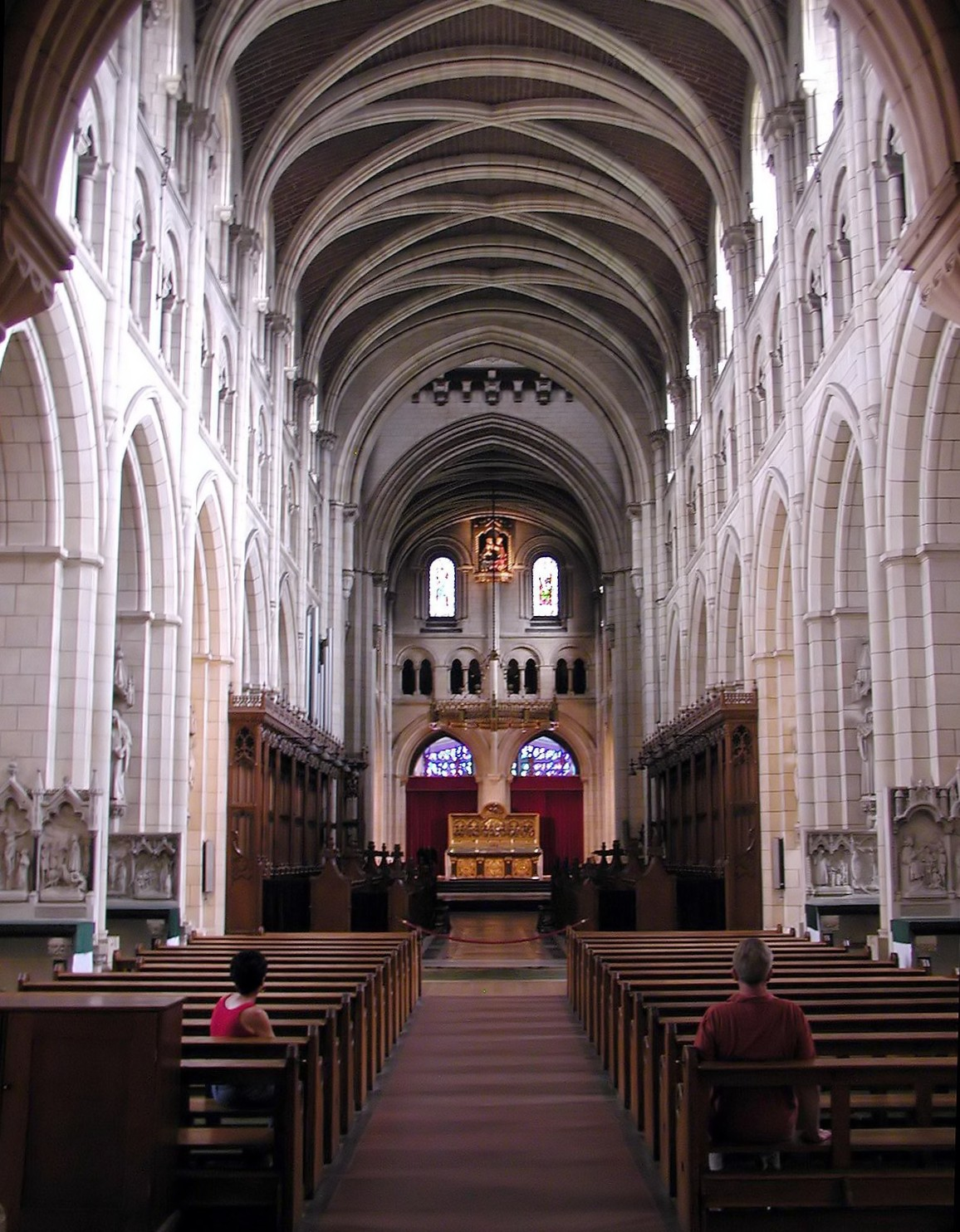
Buckfast Abbey reconstruida. Se levantó en tierras donadas por King Cnut en 1018, y se convirtió en una abadía cisterciense en 1147

A juicio de Pollock y Maitland, a mediados del siglo XIII el inquilino disfrutaba de un gran poder para deshacerse de su vivienda por actos inter vivos, aunque esto estaba sujeto a algunas restricciones a favor de su señor. Se han expresado otras opiniones. Coke consideraba la tradición inglesa como una de las antiguas libertades dictadas por la costumbre. El inquilino tenía relativa libertad para enajenar todo o parte de su patrimonio. Blackstone fue de una conclusión diferente. El "aprendizaje de feudos" comenzó con la inalienabilidad del feudo como punto de partida. Poco a poco, los poderes del inquilino crecieron a expensas del señor. Pollock y Maitland creen que la opinión de Coke es la más válida. Ambas vistas pueden haber sido verdaderas. Los estudiosos modernos pueden haber dado más peso a la ley escrita y declarada de los normandos que existía en realidad.
Durante algún tiempo, habían estado ocurriendo dos tipos de alienación. Estos fueron "sustitución" y " subenfeudación "Un inquilino que fue aceptado en homenaje por el señor podría "subenfeudar" a uno o más subarrendatarios. Era difícil o imposible para el señor supremo extraer cualquier servicio, como el servicio de caballería, alquiler, homenaje, de los nuevos inquilinos. No tenían ningún vínculo con el señor supremo. Pollock y Maitland dan el siguiente ejemplo: en el caso de subenfeudación, el antiguo inquilino era responsable de los servicios al señor. Si «A» feoffment a «B» para sostener el servicio de un caballero, y luego B feoffment a C para mantener como una renta de una libra de pimienta por año; B muere dejando un heredero dentro de la edad; A tiene derecho a una tutela; pero valdrá muy poco: en vez de tener derecho a disfrutar de la tierra misma hasta que el heredero sea mayor de edad, obtendrá algunas libras anuales de pimienta. En lugar de disfrutar de la tierra con reversión de la propiedad al estado o derecho del Estado a tomar herencias vacantes, solo recibirá una pequeña renta. Quia Emptores en 1290 terminó toda subenfeudación y completó toda alienación. Una vez que se realizó la venta de la tierra, el nuevo propietario fue responsable de todos los incidentes feudales.

### Glanvill en la alienación
Glanvill no da ninguna indicación de que un inquilino necesite el consentimiento del señor para enajenar sus derechos sobre la tierra. Él habla extensamente de los derechos de los herederos expectantes, y esto debería causar algunas restricciones a la alienación. Él también dice que  deben ser considerados los derechos del señor. Glanvill puede inferir que no puede haber sustitución sin el consentimiento del señor.

### Bracton en alienación
Bracton da varios ejemplos de «reversión de la propiedad al estado» o de «derecho del Estado a tomar herencias vacantes»,  que ocurren por un señor mesne, señor medio en la estructura feudal: «A» enfeuda a «B» en una renta de 10 chelines. «B» enfeuda a «C» con una renta de 5 chelines. «B» muere sin un heredero. ¿«A» tiene derecho a 5, 10 o 15 chelines por año? Si bien se puede argumentar que «A» tiene derecho a 15 chelines, Bracton opina que «A» solo debería recibir 10 chelines. Bracton sostuvo que este problema no tenía solución: ¿«A» tiene derecho a la tutela del heredero de «C», si «C» tiene con «B» en socage, uno de los deberes feudales, y «B», cuyos derechos se han desviado a «A», y retenido de «A» por servicio de caballero?
El peor de los casos ocurrió cuando el inquilino hizo un regalo de frankalmoin: un regalo de tierra para la Iglesia. Una tutela no tendría valor alguno. Una eliminación de la tierra, un reclamo de la tierra por el señor supremo, le permitiría al propietario tomar el control de la tierra. Pero el acto de colocar la tierra en frankalmoin la dejó en manos de un grupo de abogados u otras personas que permitieron el uso de la tierra por parte de una organización de la Iglesia. El señor supremo tendría el control nominal de la corporación que nunca había entrado en un arreglo de homenaje feudal. La corporación no le debía nada al señor supremo. Bractonera fue comprensivo con este arreglo. Según él, el señor no está realmente perjudicado. Sus derechos sobre la tierra permanecen intactos. Es verdad que han disminuido significativamente. Había sufrido daños, pero no había habido inuria. Bracton era de la opinión de que un regalo de tierra a la Iglesia podría ser anulado por los herederos, pero no por el señor.
A lo largo de su trabajo, Bracton muestra un prejuicio a favor de la alienación libre. En cuanto a la subinfeudación, argumenta que no hace ningún mal, aunque puede causar daño a los señores en ocasiones. Ha sido difícil determinar qué parte de esta opinión se basa en los prejuicios de Bracton y cuánto correspondía a la práctica real.
Bracton considera este problema: «A» enfeuda a «B» para mantener cierto servicio y que «B» enfeuda a «C» para mantener la totalidad o parte de la vivienda con un servicio menor. La ley permite que «A» desvíe a «C» del servicio debido por «B», pero esto viola la equidad. Luego, en cuanto a las sustituciones, incluso cuando «B» ha hecho homenaje a «A», «B» puede darle a «A» un nuevo inquilino haciendo que «C» sostenga «A», y «C» retendrá de «A» si «A» es conforme o no. Bracton ni siquiera permite expresamente a «A» objetar que «C» es su enemigo personal, o demasiado pobre para hacer el servicio. Pollock y Maitland consideran que esto es notable ya que Bracton permite que el señor no pueda sustituir a sí mismo en el vínculo de homenaje a un nuevo señor que es el enemigo del inquilino, o demasiado necesitado para cumplir con los deberes de la garantía.

## El estatuto

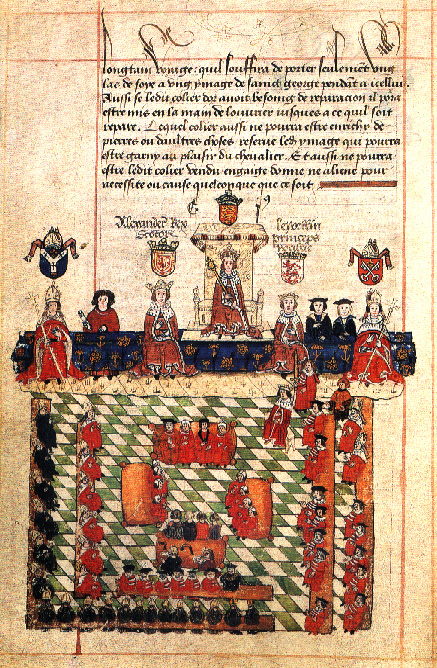
Una representación del del parlamento del rey Eduardo. El Parlamento aprobó el Estatuto de Quia Emptores en 1290

Quia Emptores fue una especie de pensamiento legislativo posterior destinado a rectificar la confusión en:
- Tenencia de la tierra
- Frankalmoign: tenencias de tierras feudales
- Subenfeudación
- Señores mesna: propietario que tiene inquilinos bajo sus órdenes
- Petty serjeanty
- Sustitución
- Prorrateo
- Delución económica

Afectó indirectamente las prácticas de:
- Embargo (también llamado: angustia o distrito), previamente legislado en el Estatuto de Marlborough (1267)
- Privación de propiedad
- Tutela
- Matrimonio
- Socage

El estatuto establecía que no se podía permitir que los subarrendatarios alienaran la tierra a otras personas mientras conservaban la posesión nominal y los derechos feudales sobre ella. El vendedor tuvo que ceder todos sus derechos y obligaciones al nuevo comprador y no retuvo nada. Este fue el final de la subenfeudación. Los señores feudales de nivel medio o señores mesne, que podrían ser personas comunes, y habían otorgado tierras para el servicio a los más bajos en la escala social ya no podían existir. Después de Quia Emptores, cada seignory existente debe haber sido creado antes de la promulgación del estatuto. La vieja secuencia feudal era: el Rey le concedió la tierra a un gran señor, que luego otorgó a los señores menores o plebeyos, quienes a su vez repitieron el proceso, convirtiéndose en señores menores (señores mesne). Esto fue subenfeudación. El efecto fue hacer que la transferencia de tierras fuera una transacción completamente comercial y no una de feudalismo. No hubo disposiciones sobre la Corona.
Quia Emptores ordenó que cuando se enajenara la tierra, el concesionario debía asumir todas las obligaciones tributarias y feudales del inquilino original, lo que se conoce como «sustitución».
Quia Emptores abordó la cuestión de las ventas directas de los derechos a la tierra. Declaró que todo hombre libre podría vender su vivienda o cualquier parte de ella, pero de tal manera que feoffee, fideicomisario que tiene un feudo para el uso de un propietario beneficiario debe mantener al mismo señor y por los mismos servicios, de quién y por qué se celebró la feoffor. En caso de que solo se vendiera una parte, los servicios debían distribuirse entre la parte vendida y la parte retenida de acuerdo con sus cantidades.
Nada en los estatutos se refería a los derechos del Rey, y los inquilinos de la corona seguían necesitando la licencia real para enajenar sus propiedades. Por el contrario, en el momento en que el derecho de alienación por sustitución se establecía en el Estatuto, se fortalecía el reclamo del Rey de restringir cualquier enajenación por parte de sus inquilinos.
Quia Emptores finalizó la antigua práctica de frankalmoign según la cual las tierras podían donarse a una organización de la Iglesia que se celebraría a perpetuidad. El frankalmoign creó un cargo por el cual el titular —la Iglesia— estaba exento de todos los servicios, excepto trinoda necessitas. Quia Emptores no permitió nueva tenencia en frankalmoign, excepto por la Corona. Las cuestiones derivadas de frankalmoign habían sido abordadas por el Estatuto de Mortmain. Quia Emptores llevó a Mortmain un paso más al prohibir directamente la formación de nuevas tenencias, excepto por la Corona.

### Legado
Las preguntas inevitablemente que surgieron sobre Quia Emptores fueron: ¿fue proactivo o reactivo? ¿Y quién se benefició?, ¿Rey, señores o inquilinos libres? Los historiadores todavía están divididos. Pero es lógico concluir que Quia Emptores intentó formalizar prácticas de intercambio de dinero por tierras, que habían estado ocurriendo durante algunos siglos. Hubo otros problemas en la herencia que se habían agriado desde la época de Guillermo I. En una proclama de 1066, William barrió toda la tradición de la herencia familiar o alodial al afirmar que «cada hijo es el heredero de su padre». La realidad era diferente y resultó en la herencia de primogenitura. La reorganización del país en la línea del feudalismo fue a la vez impactante y difícil. Los traidores confiscaron sus tierras a la Corona. Este principio fue diseñado para debilitar la oposición a la Corona. Con frecuencia, castigaba a miembros inocentes de la familia del traidor con lo cual esto no fue popular. Hubo un dicho de Kent: «Padre a la rama, hijo al arado» (el padre ahorcado por traición, el hijo continúa trabajando la tierra). La regla en Kent era que las tierras confiscadas serían restauradas a los miembros inocentes de la familia. Las tierras confiscadas en toda Inglaterra a menudo fueron restauradas a la familia, a pesar de lo que los decretos reales puedan haber indicado. Es discutible que la institución de la herencia y los derechos de enajenación subsiguientes de los inquilinos pusieron fin al feudalismo en Inglaterra. Quia Emptores solo formalizó ese final. En esencia, el feudalismo se volvió en su cabeza. Los que tenían los aparentes derechos eran los inquilinos de la clase, mientras que los grandes señores todavía estaban en deuda con la Corona.
En opinión de Pollack y Maitland, era un error concluir que Quia Emptores fue promulgada en interés de los grandes señores. La única persona que tenía todo para ganar y nada que perder era el Rey.
El Estatuto fue considerado un compromiso. Permitió la continuación de la práctica de vender (enajenar) terrenos, tenencia, derechos y privilegios por dinero u otro valor, pero por sustitución. Un inquilino podría ser reemplazado por muchos. En esto, los grandes señores se vieron obligados a ceder el derecho de alienación a los inquilinos. Habían estado en riesgo de perder sus servicios por distribución y dilución económica. Esta práctica había estado sucediendo por un tiempo. Quia Emptores simplemente intentó racionalizar y controlar estas prácticas. Los grandes señores ganaron al terminar la práctica de subenfeudación con su consiguiente depreciación de escheat, wardship y matrimonio. La historia indicaría que los grandes señores fueron ganadores, así como la Corona, ya que la tierra comprada a los arrendatarios humildes tenía una tendencia a permanecer dentro de sus familias, como se ha señalado anteriormente.
El proceso de escheat fue afectado por Quia Emptores. La expulsión de los inquilinos de la tierra por el incumplimiento fue siempre una idea difícil y por lo general exigía una larga batalla judicial. El señor que se deshizo de la tierra no podía sacar provecho de ella y tenía que mantenerla abierta para el inquilino que pudiera cumplir la obligación en una fecha futura. Quia Emptores expuso, con alguna definición, que previamente había faltado en el tema de tenencias. En cierto sentido, los viejos estereotipos estaban bloqueados en su lugar.
Todas las promesas hechas por un nuevo inquilino no podían ser en frankalmoign, ya que el donatario era un laico; sería considerado por las leyes de socage. Socage creció a expensas de frankalmoign. El inquilino en jefe no podía alienarse sin la licencia del Rey. Petty serjeanty llegó a ser tratada como "socage en efecto".

## Historia posterior por jurisdicción

### Inglaterra y Gales
El estatuto de Quia Emptores no se aplica a la creación de una propiedad arrendada o subarrendamiento ya que una propiedad arrendada no se considera una propiedad feudal que no sea hereditaria o capaz de existir para siempre.

### Irlanda
El estatuto fue derogado en Irlanda por la Ley de Reforma de la Ley de Tierras y Trasbordadores de 2009.

### América colonial y los Estados Unidos
- Subvenciones de las colonias inglesas
- De Peyster v. Michael, Nueva York
- Van Renssalaer v. Hayes, Nueva York
- Miller v. Miller, Kansas
- Mandelbaum v. McDonnell, Míchigan
- Cuthbert v. Kuhn, Pensylvania
- Constitución del estado de Nueva York

Las colonias inglesas en América del Norte se fundaron en concesiones o licencias reales. Específicamente, la  colonización británica de América del Norte fue por «colonia de chárter» o colonia de propiedad. En este sentido, se fundaron en los principios esbozados por Quia Emptores. Los territorios fueron otorgados bajo condiciones por las cuales la ley inglesa controlaba fincas privadas de tierra. Las colonias fueron subvenciones reales. Una provincia entera, o cualquier parte de ella, podría ser arrendada, vendida o de otro modo dispuesta como una propiedad privada. En 1664, el duque de York vendió Nueva Jersey a Berkeley y Carteret. La venta se efectuó mediante escrituras de arrendamiento y liberación. En 1708, William Penn hipotecó Pensilvania, y bajo poe el plan que ideó para la provincia surgieron complicaciones legales que requirieron una demanda en la cancillería. Con el tiempo, Quia Emptores fue suspendida en las colonias. Podría decirse que ciertos aspectos de esto aún pueden estar vigentes en algunos de los estados coloniales originales, como Nueva York, Virginia, Maryland y Pensilvania. Sin embargo, como todo lo demás relacionado con Quia Emptores', la opinión varía, y reina cierto elemento de confusión. Algunas decisiones de los tribunales estatales de EE. UU. Se han ocupado de Quia Emptores. Entre ellos destacaba el caso de De Peyster v. Michael en 1852 en Nueva York. Allí el registro judicial es útil para describir la naturaleza del feudalismo inglés:

En el derecho consuetudinario, un descuento en la tarifa no fue aprobado originalmente en el sentido en que ahora se entiende el término. El comprador solo tuvo un interés usufructuario, sin el poder de la alienación en perjuicio del señor. En defecto de los herederos, la tenencia se extinguió y la tierra volvió al señor. Bajo el sistema de tenencias feudales inglesas, se suponía que todas las tierras del Reino debían ser guardadas mediata o inmediatamente del Rey que fue llamado el "señor supremo", o sobre todo. Aquellos inquilinos bajo custodia inmediata del Rey, cuando otorgaron porciones de sus tierras a personas inferiores, también se convirtieron en señores con respecto a esas personas inferiores, ya que todavía eran inquilinos con respecto al Rey, y por lo tanto, participaban de una naturaleza media. llamado " mesne ""o" señores del medio ". Por lo tanto, si el Rey concedió un señorío a A y A otorgaron una porción de la tierra a B, ahora se dijo que B tenía A, y A del Rey; o en otras palabras, B mantuvo sus tierras inmediatamente de A y mediatamente del Rey. Por lo tanto, el Rey fue llamado "Lord Paramount"; A era inquilino y señor, o un señor mesne, y B se llamaba "arrendatario paravail", o el inquilino más bajo. Fuera de las tenencias feudales o propiedades surgieron ciertos derechos e incidentes, entre los que eran de lealtad y escheat. Ambos fueron incidentes de tenencia de «socage». La lealtad es la obligación de fidelidad que el inquilino le debe al señor. Escheat fue la reversión de la herencia sobre una subvención en honorario simple sobre un fracaso de los herederos del propietario. Fealty fue anexado ay asistente de la reversión. Eran inseparables. Estos incidentes de tenencia feudal pertenecían al señor de quien las tierras fueron inmediatamente retenidas, es decir, a aquel de quien el propietario fue comprado en ese momento. Estas concesiones se llamaron subenfeudaciones.

En este caso, el tribunal de Nueva York ofreció la opinión de que Quia Emptores nunca había tenido efecto en las colonias. El tribunal de Nueva York emitió una opinión diferente en el caso de «Van Rensselaer v. Hays» (19 NY 68) en 1859, donde se dijo que Quia Emptores siempre había estado en vigor en Nueva York y en todas las colonias. Allí, el tribunal señaló:

En el vigor inicial del sistema feudal, un inquilino de honorarios no podía enajenar la disputa sin el consentimiento del superior inmediato; pero este rigor extremo se relajó poco después, y se evitó mediante la práctica de subenfeudación, que consistía en que el inquilino encomendó a otro que se aferrara a sí mismo por la lealtad y por los servicios que pudiera reservar el acto de venganza. Por lo tanto, se creó un nuevo cargo en cada alienación; y así surgió una serie de señores de las mismas tierras, el primero llamado el "señor principal" que sostenía inmediatamente al soberano, el siguiente grado manteniéndolos, y así sucesivamente, cada enajenación creaba otro señor y otro inquilino. Esta práctica se consideró perjudicial para los grandes señores, ya que los privó en cierta medida de los frutos de su mandato, como escheats, matrimonios.

Desde 28 Am Jur 2nd Estate s sección 4:

El efecto de Statute Quia Emptores es obvio. Al declarar que cada hombre libre podía vender sus tierras a su gusto, eliminaba la restricción feudal que impedía al inquilino vender sus tierras sin la licencia de su concedente, que era su señor feudal. Por lo tanto, en virtud del Estatuto, aprobado en 1290, la subinfeudación fue abolida y todas las personas excepto los inquilinos del rey en capite quedaron en libertad de enajenar todo o parte de sus tierras a su propio placer y discreción. Quia Emptores es por texto expreso, que se extiende solo a las tierras que se celebran con honorarios simples. Sin embargo, en sus aplicaciones se incluyen arrendamientos en tierras agrícolas de pago y tarifa. La propiedad en los Estados Unidos, con algunas excepciones, es allodial. Esto es en virtud de las disposiciones constitucionales del estado, los actos territoriales orgánicos incorporados en los sistemas jurídicos de los estados organizados posteriormente, los estatutos y las decisiones de los tribunales. Están sujetos a escheat solo en caso de falla de los sucesores en la propiedad.

En el caso de 1913 de «Miller v. Miller» , el tribunal de Kansas declaró: Las tenencias feudales no existen y no pueden existir. Todas las tenencias en Kansas son alodiales.
El Tribunal Supremo de Míchigan expresó la opinión de que no era necesario determinar si Quia Emptores alguna vez se hizo efectiva en cualquier parte de los Estados Unidos por adopción expresa o implícita o como parte de la ley común. Estaba claro que nunca se necesitó tal estatuto en Míchigan o en ninguno de los estados del oeste, porque nunca existió la posibilidad de reverter o escheat en el partido que converying una finca. En todo momento, el escheat solo podría acumularse para el soberano, que, en Míchigan, es el estado.
Se afirmó que Quia Emptores no estaba en vigor en el estado de Pensylvania cuando sellevó el caso de «Cuthbert v. Kuhn».
La Constitución de Nueva York hace que cualquier cuestión de Quia Emptores sea discutible al afirmar: "todas las tierras dentro de este estado son declaradas alodiales, de modo que, sujeto únicamente a la responsabilidad de anular, la propiedad total y absoluta recae en los propietarios, de acuerdo con la naturaleza de sus respectivos estados ".

### Legado deQuia Emptoresen la ley de los Estados Unidos
Aunque es un tema de debate si Quia Emptores fue la ley efectiva dentro de las colonias, el efecto del Estatuto aún está presente en las leyes de tierras de los Estados Unidos. Sin lugar a dudas, la Constitución de los Estados Unidos y varias constituciones estatales y actos legislativos han hecho inútil de hecho a Quia Empors. Pero el lenguaje de la ley de tierras todavía suena medieval, y toma sus conceptos de la época de Eduardo I y antes. La siguiente lista de palabras comunes en la ley de tierras de los Estados Unidos. Proviene de Norman Inglaterra (con su significado moderno en los Estados Unidos):
- Alienación - "una venta"
- Aparato - "perteneciente a"
- Damnum absque injuria - lesión sin error
- Decesar - "alquilar" o "dejar" locales
- Enfeoff - "dar tierra a otro"
- Estate - "un interés en la tierra"
- Feoffee - "una parte a quien se le transfiere una tarifa"
- Feoffment - "entrega física de la posesión de la tierra por feoffeor al feofee"
- Arrendamiento - "una finca en tierra bajo arrendamiento"
- Librea de seisin - "entrega de posesión"
- Mesne - "interviniendo"; relacionado con el término " transporte de mesne " que significa un medio de transporte intermedio
- Compra - "transferencia voluntaria de propiedad"
- Seisin - "posesión de una propiedad de dominio absoluto"
- Inquilino : "aquel que tiene u ocupa la tierra bajo algún tipo de derecho o título"
- Escrito de Fieri Facias - "mandato de ejecución en la propiedad de un deudor del fallo"

Los términos "tarifa", "cola de tarifa", "estado de cola de tarifa", "inquilino de cuota de cola", "tarifa simple" y similares son esencialmente los mismos que se definieron en De Donis Conditionalibus en 1285.
Hay cuatro tipos de hechos en uso común:
- Escritura de garantía , que contiene convenios para el título.
- Escritura de garantía especial en la que el otorgante solo hace convenios para garantizar y defender el título.
- Escritura sin compromisos en la que el otorgante pretende transmitir con honorarios simples.
- Escritura de renuncia en la cual el otorgante no hace convenios para el título pero otorga todos los derechos, títulos e intereses.

Los dos últimos están directamente relacionados con Quia Emptores. Otros cambios ocurrieron después del Estatuto de Usos , 1535 y el Estatuto de Fraudes.